# Jakar
Jakar (auch Chakkar) ist eine Stadt im Zentrum des Himalaya-Königreiches Bhutan und Hauptstadt des Distrikts Bumthang. In Jakar leben ca. 6200 Einwohner.

## Geschichte
Der Legende nach kam Guru Rinpoche, auch genannt Padmasambhava, der Begründer des Buddhismus in Tibet, das erste Mal im Jahr 746 n. Chr. nach Bhutan. Der Chakhar Lhakhang, der „Eiserne Palast“, markiert die Stelle seines Besuchs im heutigen Stadtzentrum. Es war der Sitz des indischen Königs Sindhu Raja, der den Palast seinerzeit aus Eisen erbauen ließ und ihm so seinen Namen gab. Der unscheinbare Tempel wurde im 14. Jahrhundert von Dorje Lingpa wieder aufgebaut und ist heute meist verschlossen.

## Lage

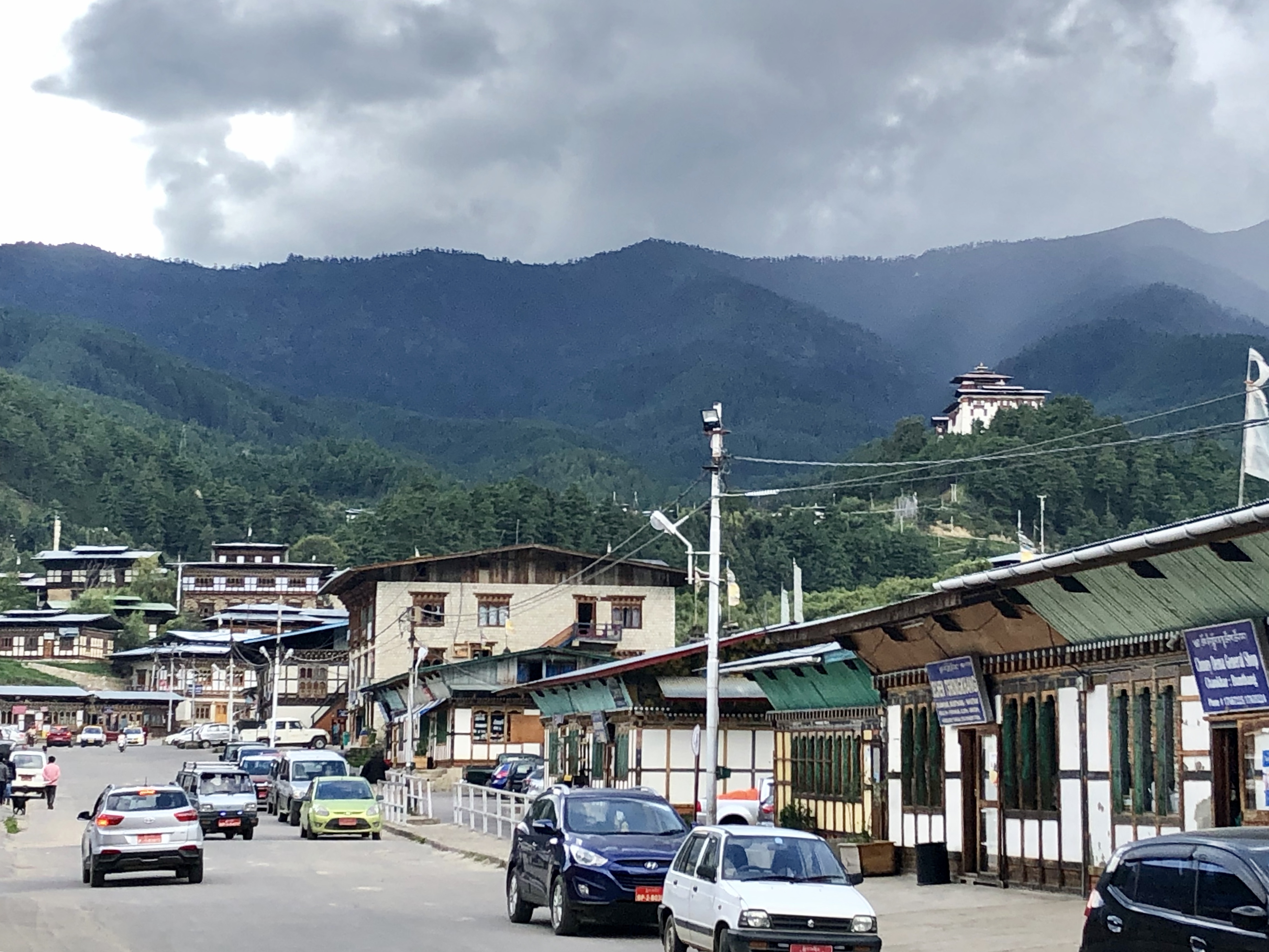
Stadtzentrum von Jakar

Jakar liegt auf 2.587 m Meereshöhe an der Lateral Road, der Hauptverbindungsstraße zwischen dem Westen und Osten Bhutans, die Phuentsholing mit Trashigang verbindet. Von der Landeshauptstadt Thimpu im Westen nach Jakar sind es ca. 260 km. Trashigang im Osten Bhutans ist ca. 230 km auf einer nicht durchgehend asphaltierten Straße entfernt.
Durch Jakar fließt der Fluss Chamkhar Chhu.

## Wirtschaft
Die Region um Jakar ist bekannt für seine Ackerflächen und vielfältige Landwirtschaft. Neben Buchweizen und Kartoffeln werden hier viele Gemüse- und Obstsorten angebaut. Milchprodukte und Honig sind weitere bekannte Produkte der mitteleuropäisch anmutenden Region.
Zudem ist die Distrikthauptstadt aufgrund seiner vielen religiösen und kulturellen Sehenswürdigkeiten eine Attraktion für viele Touristen.
 
In Jakar befindet sich auch einer von vier Flugplätzen Bhutans, der Bathpalathang Airport (IATA: BUT, ICAO: VQBT). 2011 als Inlandsflughafen eröffnet, verbindet er die Region mit dem Hauptstadtflughafen, ist aber derzeit wegen Bau- und Instandsetzungsarbeiten gesperrt.
Eine Kuriosität in der Gegend ist die vom Schweizer Entwicklungshelfer Fritz Maurer gegründete Swiss Farm, zu der auch die Bumthang Brewery gehört. Mit importiertem Hopfen wird in der Mikro-Brauerei das „Red Panda Weiss Beer“ gebraut. Zum Unternehmen gehört auch eine Käserei, aus deren Produktion man Käse nach Schweizer Rezept sowie weitere lokale Produkte erwerben kann. Das Panda Beer Garden Café bietet unter anderem Käsefondue an. Die Swiss Farm ist ein wichtiger Arbeitgeber in Jakar.

## Sehenswürdigkeiten

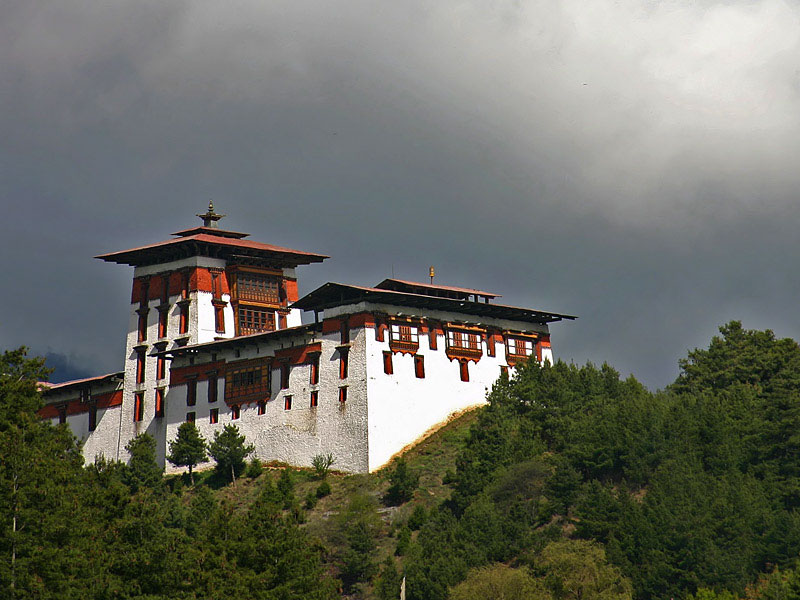
Der Dzong in Jakar

Der Jakar-Dzong wurde ursprünglich in der Mitte des 16. Jahrhunderts als Kloster des weißen Vogels erbaut und 1646 deutlich erweitert. Heute wird der Dzong als Hauptsitz der Verwaltung genutzt, alleine die Gerichtsbarkeit ist in einem eigenen Gebäude ausgegliedert. Der Dzong beherbergt auch ein Kloster und eine Klosterschule der Drugpa-Kagyü Mönche.